# Center Township (comté d'Emmet, Iowa)
Center Township est un township, du comté d'Emmet en Iowa, aux États-Unis,,. Le township est créé en 1873 et nommé en raison de sa position centrale dans le comté.

## Source de la traduction
- (en) Cet article est partiellement ou en totalité issu de l’article de Wikipédia en anglais intitulé « Center Township, Emmet County, Iowa » (voir la liste des auteurs).